# Tomaszów Mazowiecki (comune rurale)
Tomaszów Mazowiecki è un comune rurale polacco del distretto di Tomaszów Mazowiecki, nel voivodato di Łódź.
Ricopre una superficie di 151,3 km² e nel 2004 contava 9 663 abitanti.
Il capoluogo è Tomaszów Mazowiecki, che non fa parte del territorio ma costituisce un comune a sé.